# 中华人民共和国对外经济联络委员会
中华人民共和国对外经济联络委员会（1964年6月9日－1970年8月26日，简称“对外经委”）是中华人民共和国国务院的一个部委。主管对外技术贸易与对外援助。归口于外事口与财贸口。

## 历史
1964年6月9日,第二届全国人民代表大会常务委员会第一百一十九次会议决定撤销国务院对外经济联络总局，设立中华人民共和国对外经济联络委员会。
1968年6月13日，中共中央、国务院作出对对外经委实行军事管制的决定。从总后勤部抽调干部组成军事管制小组（简称“军管小组”），由中国人民解放军后勤学院政治部副主任刘大煜为组长，训练部副部长钟羽一为副组长，于6月24日正式进驻对外经委，接管一切党政权力。
1968年11月14日，方毅重新出来恢复工作。
1970年6月22日，中共中央中发（70）44号文件决定对外经济联络委员会改为对外经济联络部，并建立中共核心领导小组和革命委员会，方毅任对外经济联络部党的核心小组组长、革委会主任。对外经济联络部1970年8月6日正式成立。 

## 机构设置
对外经济联络委员会下设办公厅、政治部和若干局：
- 三局负责对社会主义国家、亚洲地区和非洲地区的援助[3]
- 设备材料局
- 技术室

1965年3月1日在华东、华北、东北和中南等四大区成立对外经济联络局，作为对外经济联络委员会的派出机构。

## 历任负责人
- 对外经济联络委员会主任：方毅（国家计委副主任兼，原对外经济联络总局局长）
- 对外经济联络委员会副主任
  - 汪道涵
  - 杨琳（常务副主任兼党组书记）
  - 李应吉
  - 谢怀德
  - 李强
- 专职委员
  - 常彦卿
  - 杜干全
  - 石英